# Жорис-Карл Юисманс
Жорис-Карл Юисманс (на френски: Joris-Karl Huysmans) е френски писател.

## Биография
Роден е на 5 февруари 1848 г. в Париж в семейството на нидерландски литограф и учителка. Баща му умира, докато той е още дете, и майка му се жени повторно за протестант книговезец. Постига успех с упадъчния роман Наопаки („А rebours“) предимно сред интелектуална публика. Става известен на широката публика със сатанинския роман „Là-bas“ (Бездната). Най-големият му успех с 40 преиздавания в продължение на 20 години става „La Cathédrale“, чието действие се развива в катедралата и в околностите на Шартър. Този роман обаче е забравен с времето, за разлика от „Là-bas“ и най-вече от „A rebours“.
Жорис-Карл Юисманс умира от рак на 12 май 1907 г. в Париж.

## За него
Биографии
- Robert Baldick, The Life of J.-K. Huysmans, 1955
- Alain Vircondelet, J.-K. Huysmans, Paris, Plon, 1990
- Patrice Locmant, J.-K. Huysmans, le forçat de la vie Архив на оригинала от 2021-10-22 в Wayback Machine., Paris, Bartillat, 2007

На български език
- Гено Генов. Литературно-оценъчните амбиции на „папата на френския декаданс“ (Жорис-Карл Юисманс – „Заднешком“). – В: 35 години катедра „Обща и сравнителна литературна история“ Великотърновски университет. Велико Търново, 2010.